# La Guanota (paroisse civile)
Pour les articles homonymes, voir La Guanota.
La Guanota est l'une des six divisions territoriales et statistiques et l'une des cinq paroisses civiles de la municipalité de Caripe dans l'État de Monagas au Venezuela. Sa capitale est La Guanota.